# Сазан (селище)
Саза́н (рос. Сазан) — селище у складі Біляєвського району Оренбурзької області, Росія.

## Населення
Населення — 162 особи (2010; 280 у 2002).
Національний склад (станом на 2002 рік):
- казахи — 83 %